# Ален Ейобо
Ален Ейобо (фр. Alain Eyobo, нар. 17 жовтня 1961) — камерунський футболіст, що грав на позиції флангового півзахисника, нападника.

## Клубна кар'єра
Виступав на батьківщині за «Динамо» (Дуала). У сезоні 1991/92 провів 3 матчі у вищому турецькому дивізіоні за «Болуспор», а 1995 року з гваделупським «Мульєном» брав участь у Кубку чемпіонів КОНКАКАФ, посівши 4 місце.

## Виступи за збірні
1981 року залучався до складу молодіжної збірної Камеруну на молодіжному чемпіонаті світу в Австралії, де зіграв усі три матчі.
У складі національної збірної Камеруну був учасником чемпіонату світу 1982 року в Іспанії, де на поле не виходив, а команда не вийшла з групи. Також брав участь зі збірною у Кубку африканських націй 1984 року у Кот-д'Івуарі, здобувши там титул континентального чемпіона.

## Титули і досягнення
- Володар Кубка африканських націй: 1984